# Jacarerana
O jacarerana (Crocodilurus amazonicus) é uma espécie de lagarto da família Teiidae.